# Propionato de propila
Propionato de propila, propanoato de propilo, etc é o éster obtido da esterificação do ácido propanoico com o n-propanol.
Assim como vários outros ésteres semelhantes, este éster tem um odor de frutas. 
Ele pode ser usado como solvente .